# Le Carnaval des Animaux
Le Carnaval des Animaux (tạm dịch: Lễ hội muông thú) là tổ khúc 14 phần của nhà soạn nhạc người Pháp Camille Saint-Saëns. Tác phẩm được Saint-Saëns viết vào năm 1886.
Camille Saint Saens là nhà soạn nhạc, nghệ sĩ piano và organ người Pháp. Ông sinh ngày 9/10/1835 tại Paris. Mới 3 tuổi, ông đã sáng tác những đoạn nhạc đầu đời. 10 tuổi đã trình tấu các tác phẩm của Beethoven, Mozart... 13 tuổi được nhận vào Nhạc viện Paris và đã gây ấn tượng bằng tài biểu diễn piano, organ và cả soạn nhạc. 18 tuổi được chọn là người đánh đàn organ cho nhà thờ Saint Merry (Paris), đây cũng là chức vụ đầu tiên của ông. Năm 1871 (lúc 36 tuổi) ông tham gia sáng lập Hội Quốc gia âm nhạc (Societe Nationale de la Musique)...
Ông còn là nhà du hành lớn, từng đi đến Nga, các nước châu âu, châu Mỹ, Cuba, Miến Điện, Đông Dương... Camille Saint Saens qua đời ngày 16.12.1921 tại Alger. Tác phẩm lớn của ông gồm 13 vở Opéra (trong đó nổi tiếng nhất là vở Samson et Dalila - 1897), 10 bản Concerto (trong đó có 5 bản viết cho piano), 3 bản giao hưởng, thánh ca và rất nhiều bài hát, trích đoạn piano. Ông được đánh giá là thần đồng âm nhạc bẩm sinh, có địa vị chói sáng trong nền âm nhạc Pháp và cả Châu Âu.
Trong 14 bản của tác phẩm, bản số 13 có tên Le Cygne (tiếng Việt: Con thiên nga) là nổi tiếng hơn cả.

## Âm thanh
| Phần 13: Con thiên nga, do nghệ sĩ cello John Michel |  |
|                                                      |  |
|                                                      |  |